# Making today a perfect day
«Making today a perfect day» —en Hispanoamérica: «¡Un día perfecto debe ser!» y en España: «Un día perfecto te regalaré»— es una canción interpretada en su versión original show-tune por la actriz de Broadway Idina Menzel. En Latinoamérica fue interpretada por Carmen Sarahí, y en España fue por Gisela, el mismo elenco que Let it go. La compuso Kristen Anderson-Lopez y Robert Lopez. La escena de esta canción se sitúa en el cumpleaños de Anna, que Elsa le propuso un día sólo para ella pero su resfriado la hace que estornude convulsivamente pero no acepta el consejo de recostarse de Anna. 

## Producción
El 2 de septiembre de 2014, ABC transmite "La Historia de Frozen: Hacer un clásico de animación de Disney", un especial de la película que relataba cómo se creó y como fue el impacto cultural mundialmente. Walt Disney Animation Studios anunció que Frozen hará un cortometraje con una nueva canción que sería puesto en el futuro. El mismo día, Variety anunció que el corto sería puesto en emisión a principios de 2015 bajo el título "Frozen Fever", con Chris Buck y Jennifer Lee regresa como codirectores, Peter Del Vecho regresa como productor y una nueva canción de Kristen Anderson-López y Robert López. En una entrevista a mediados de octubre, Idina Menzel, reveló que el elenco ya había grabado sus pistas vocales, declarando "Acabamos de trabajar en un corto para Frozen". El 3 de diciembre de 2014, se anunció que Aimee Scribner sería un coproductor y que "Frozen Fever" se estrenaría en los cines junto a Walt Disney Pictures La Cenicienta el 13 de marzo de 2015. A finales de diciembre, los codirectores dijeron a la Associated Press: "Hay algo mágico acerca de estos personajes y este elenco y esta música. Con suerte, el público podrán disfrutar de la corta que estamos haciendo, pero nos sentimos de nuevo. Fue muy divertido". Por la misma época, Dave Metzger, quien trabajó en la producción de Frozen, reveló que ya estaba trabajando en Frozen Fever.
El corto cuenta con la canción "Making today a perfect day", de Anderson-López y López. En el estreno de la Cenicienta y Frozen Fever en el teatro El Capitán en Hollywood, California, el 1 de marzo de 2015, Josh Gad dijo en EE.UU:  Hoy en día , "Quiero pedir disculpas a los padres de todo el mundo por el hecho de que los niños van a estar cantando una nueva totalidad de la canción ... ". La esposa de Gad se dio cuenta de que todavía estaba tarareando dos días después de que él grabó sus líneas.

## Todas las versiones
Por ahora en esta canción algunos cantantes no regresaron como lo fue Elsa en cantonés (Jobelle Ubalde) fue reemplazada por Kayee Wong y Anna en portugués (Isabel Jacobetty) fue reemplazada por Vera Vilhena. 

### En otros idiomas
| Cantante(s)                                            | Título                                                             | Traducción                                  | Idioma              | Válido para                                        |
| ------------------------------------------------------ | ------------------------------------------------------------------ | ------------------------------------------- | ------------------- | -------------------------------------------------- |
| Willemijn Verkaik y Pia Allgaier                       | "Wir machen den Tag zum schönsten Tag"                             | "Hacemos el día el mejor día"               | Alemán              | Alemania                                           |
| Nesma Mahgoub y Shorouq Selah                          | أغنية حمى المجمدة                                                  | "Fiebre Congelada"                          | Árabe               | Arabia Saudita                                     |
| Nadezhda Panayotova y Vesela Boneva                    | "Този ден е твой" (Tozi den e tvoĭ)                                | "Este día es tuyo"                          | Búlgaro             | Bulgaria                                           |
| Kayee Wong y Kandy Wong                                | "完全為有" (Wánquán wèi yǒu)                                       | "Hay completamente"                         | Cantonés            | Hong Kong                                          |
| Gisela Lladó Cánovas y Carmen López Pascual            | "Un día perfecto te regalaré"                                      | "Un día perfecto te regalaré"               | Castellano          | España                                             |
| Monika Absolonová y Tereza Martinková                  | "Parádní den"                                                      | "Día genial "                               | Checo               | República Checa                                    |
| Hye Na Park y Ji-Yun Park                              | "즐거운 생일 될거야" (Jeulgeoun saeng-il doelgeoya)                | "Va a ser un cumpleaños divertido".         | Coreano             | Corea del Sur                                      |
| Nataša Mirković y Sementa Rajhard                      | "Savršen neka ovaj ti je dan"                                      | "Deja este día ser perfecto"                | Croata              | Croacia                                            |
| Maria Lucia Heiberg Rosenberg y Kristine de Eriksen    | "En Dejlig Dag"                                                    | "Un día amoroso"                            | Danés               | Dinamarca                                          |
| Andrea Somorovská y Lucia Bugalová                     | "Skvelý, dokonalý deň"                                             | "Un gran día perfecto"                      | Eslovaco            | Eslovaquia                                         |
| Carmen Sarahí y Romina Marroquín Payró                 | "Un día perfecto debe ser"                                         | "Un día perfecto debe ser"                  | Español             | Hispanoamérica                                     |
| Katja Sirkiä y Saara Aalto                             | "Tää synttäripäivä juhlavin on juu"                                | "Este cumpleaños es el más festivo"         | Finés               | Finlandia                                          |
| Elke Buyle y Aline Goffin                              | "Vandaag is echt de perfecte dag"                                  | "Hoy realmente es el día perfecto"          | Flamenco            | Bélgica                                            |
| Anaïs Delva y Emmylou Homs                             | "Un grand jour"                                                    | "Un buen día"                               | Francés             | Francia                                            |
| Anaïs Delva y Véronique Claveau                        | "Un grand jour"                                                    | "Un buen día"                               | Francés Canadiense  | Canadá                                             |
| Sía Koskiná y Vássia Zaharopoúlou                      | "Αξίζεις την πιο υπέροχη γιορτή" (Axízeis tin pio ypérochi giortí) | "Te mereces la celebración más maravillosa" | Griego              | Grecia                                             |
| Mona Mor y Einat Azulay                                | "היום לכבודך הכוכבים יצאו" (Ha'Yom Lichvodech Ha'Kochavim Yetsu)   | "Las estrellas vendrán hoy para ti"         | Hebreo              | Israel                                             |
| Sunidhi Chauhan y Aishwarya Majmudar                   | "¿¿??"                                                             | "¿¿??"                                      | Hindi               | India                                              |
| Nikolett Füredi y Bernadett Vágó                       | "Ez a nap legyen jó"                                               | "Que sea este día perfecto"                 | Húngaro             | Hungría                                            |
| Takako Matsu y Sayaka Kanda                            | "特別 な 日" (Tokubetsuna hi)                                      | "Día especial"                              | Japonés             | Japón                                              |
| Idina Menzel y Kristen Bell                            | "Making today a perfect day"                                       | "Haciendo de hoy un día perfecto"           | Inglés              | Reino Unido Estados Unidos Australia Nueva Zelanda |
| Ágústa Eva Erlendsdóttir y Þórdís Björk Þorfinnsdóttir | "frosinnhiti (Frosið Kvef)"                                        | "¿¿??"                                      | Islandés            | Islandia                                           |
| Serena Autieri y Serena Rossi                          | "Un giorno perfetto"                                               | "Un día perfecto"                           | Italiano            | Italia                                             |
| Marsha Milan y Amylea Azizan                           | "Menyempurnakan hari jadi mu"                                      | "Perfeccionando tu cumpleaños"              | Malayo              | Malasia                                            |
| Willemijn Verkaik y Noortje Herlaar                    | "Het gaat de perfecte feestdag zijn"                               | "Será el día de fiesta perfecto"            | Neerlandés          | Países Bajos                                       |
| Lisa Stokke y May Kristin Kaspersen                    | "En Super Dag"                                                     | "Un súper día"                              | Noruego             | Noruega                                            |
| Soodeh Fekri y Sarina Siyah                            | "سازیم برایت پرشکوه این روز" (Sazim Barayat porshokuh in Ruz)      | "Estoy haciendo este día glorioso"          | Persa               | Irán                                               |
| Katarzyna Łaska y Magdalena Wasylik                    | "Dzień jak ze snu"                                                 | "Un día como un sueño"                      | Polaco              | Polonia                                            |
| Taryn Szpilman y Gabriela Porto                        | "Um dia perfeito"                                                  | "Un día perfecto"                           | Portugués Brasileño | Brasil                                             |
| Ana Encarnação y Vera de Vilhena                       | "Um dia perfeito pra ti"                                           | "Un día perfecto para ti"                   | Portugués europeo   | Portugal                                           |
| Dalma Kovács y Cătălina Chirțan                        | "Cea mai frumoasă zi"                                              | "El día más hermoso"                        | Rumano              | Rumania                                            |
| Anna Buturlina y Natalia Bystrova                      | "Я этот день тебе одной дарю" (ja etot den' tebe odnoy dariu)      | "Yo hoy te doy uno"                         | Ruso                | Rusia                                              |
| Annika Herlitz y Mimmi Sandén                          | "En perfekt dag"                                                   | "Un día perfecto"                           | Sueco               | Suecia                                             |
| Ana Margarida Encarnação y Vera Vilhena                | "Um dia perfeito para ti"                                          | "Un día perfecto para ti"                   | Portugués           | Portugal                                           |
| Gam Wichayanee Pearklin y Noona Nuengthida Sophon      | "จะทำวันนี้ให้มันยิ่งใหญ่" (Ca thả wạn nī̂ h̄ı̂ mạn yìng h̄ıỵ̀)                 | "Esto se hará más grande"                   | Tailandés           | Tailandia                                          |
| Begüm Günceler y Deniz Sujana                          | "Mükemmel bir gün sunuyoruz "                                      | "Ofrecemos un día perfecto"                 | Turco               | Turquía                                            |
| Olʹha Shanis y Hanna Sahajdačna                        | "Буде цей день щасливим днем" (Bude tsey denʹ shchaslyvym dnem)    | "Este día será un día feliz"                | Ucraniano           | Ucrania                                            |

- Datos: Q19786668